# Phyllodromica quadrivittata
Phyllodromica quadrivittata es una especie de cucaracha del género Phyllodromica, familia Ectobiidae. Fue descrita científicamente por Chopard en 1963.
Habita en Israel.